# Нова Весь (гміна Попув)
Нова Весь (пол. Nowa Wieś) — село в Польщі, у гміні Попув Клобуцького повіту Сілезького воєводства.
Населення — 252 особи (2011).
У 1975-1998 роках село належало до Ченстоховського воєводства.

## Демографія
Демографічна структура станом на 31 березня 2011 року:
|          | Загалом | Допрацездатний вік | Працездатний вік | Постпрацездатний вік |
| -------- | ------- | ------------------ | ---------------- | -------------------- |
| Чоловіки | 129     | 18                 | 96               | 15                   |
| Жінки    | 123     | 26                 | 62               | 35                   |
| Разом    | 252     | 44                 | 158              | 50                   |